# Biblioteka Kaznodziejska
Biblioteka Kaznodziejska – dwumiesięcznik homiletyczny, wydawany przez Święty Wojciech Dom Medialny w Poznaniu. 
Periodyk pomyślany jako forum współpracy księży oraz osób świeckich, czytających i piszących, którzy udostępniają szkice homilii i innych form kaznodziejskich. W ten sposób kaznodzieja otrzymuje pewnego rodzaju pomoc do przygotowania kazania.
„Biblioteka Kaznodziejska” zaistniała jako jedyny tego typu periodyk w Polsce w 1906 roku. Jego pomysłodawcą był abp Florian Stablewski, który zarysował odtąd niezmiennie realizowaną koncepcję: dążyć „nie tylko do ułatwienia pracy duchowieństwu, ale także do podniesienia poziomu kaznodziejstwa oraz dostosowania go do potrzeb religijnych doby obecnej”.
Lata wojny i powojennego zniewolenia na pewien czas uniemożliwiły wydawanie pisma. Wznowienie wydawania „Biblioteki Kaznodziejskiej” nastąpiło dopiero w 1956 roku.

## Zespół redakcyjny[1]
- Redaktor naczelny: ks. Wojciech Nowicki
- Redaktor pomocniczy: Sylwia Solarska

## Rada programowa[1]
- ks. dr hab. Andrzej Draguła, prof. Uniwersytetu Szczecińskiego
- ks. dr hab. Adam Kalbarczyk
- ks. dr hab. Maciej Szczepaniak
- ks. dr Rafał Kowalski